# Charles II d’Amboise de Chaumont
Charles II d’Amboise de Chaumont (ur. w 1472 r., zm. 10 marca 1511 w Correggio) – francuski namiestnik Mediolanu, hrabia de Chamount. Był synem Charles’a I d’Amboise.
Był mecenasem Leonarda da Vinci. Sprowadził artystę do Mediolanu. Amboise zlecił Leonardowi wybudowanie dla siebie letniej willi w Porta Venezia. We wrześniu 1509 r. dla Amboise'a pracował Andrea Solario, tworząc jego portret.